# Лехен на Похорју
Лехен на Похорју (словен. Lehen na Pohorju) је насељено место у општини Подвелка, Корушка регија, Словенија.

## Историја
До територијалне реорганизације у Словенији био је у саставу старе општине Радље об Драви.

## Становништво
У попису становништва из 2011. године, Лехен на Похорју је имао 183 становника.
| Број становника према пописима | Број становника према пописима | Број становника према пописима |
| ------------------------------ | ------------------------------ | ------------------------------ |
| 1991                           | 2002                           | 2011                           |
| 309                            | 183                            | 183                            |

Напомена: Године 1994. умањено за део насеља који је проглашен за ново самостално насеље Згорњи Лехен на Похорју (Рибница на Похорју).